# To notice such things
To notice such things is een muziekalbum rondom de muziek van Jon Lord. Lord is op dit album vaak solist in door hem zelf gecomponeerde klassieke muziek. De opnamen vonden plaats op 30 november en 1 december 2009 in Liverpool door Lord zelf en het Liverpool Philharmonic Orchestra met hun solofluitist Cormac Henry, alles onder leiding van Clark Rundell.

## Titel album
De muziek kwam voort uit optredens die Lord gaf met schrijver/spreker John Mortimer. Mortimer las daarbij teksten voor en hield een praatje als toelichting; Lord gaf muzikale intermezzi. "To notice such things" is daarbij een zinsnede uit het gedicht Afterwards van Thomas Hardy ("He was a man who used to notice such things"). Die dichtregel mondde uit in een soort suite voor dwarsfluit, piano en strijkorkest. Delen van de suite werden uitgevoerd tijdens de herdenkingsdienst in november 2009 voor Mortimer. Het kreeg daarna nog enkele uitvoeringen rond de uitgave van het muziekalbum.
Op het album werd het gedicht Afterwards voorgelezen door Jeremy Irons.

## Muziek
| Nr. | Titel | Duur  |
| --- | --- | ----- |
| 1.  | To notice such things (I:As I walked out one evening; II:At court; III:Turville Heath; IV:The stick dance; V:The winter of a dormouse; VI:Afterwards) | 27:00 |
| 7.  | Evening song (instrumentale versie) | 8:07  |
| 8.  | For example | 9:06  |
| 9.  | Air on the blue string | 6:31  |
| 10. | Afterwards | 3:01  |

Evening song is een arrangement van de gelijknamige track van Lords eerdere album Pictured within.